# 洗馬池
洗馬池位於南昌勝利路的中段，是南昌商業經濟最繁華的地段。
漢高祖五年（前202年），灌嬰在南昌築城，常於此處飲馬、洗馬，因而得名。
起初，洗馬池只是贛江岸邊沙洲中的一池塘，廣約半畝，深約丈許。池邊長有青草，故灌嬰時常放馬於此，供馬吃草飲水。次年，灌嬰立木欄於洗馬池的東、西、南三面。池的北面，為范仲華居所，作軒于池上，名“臨清欒”。